# Конфедерація Кая
Конфедерація Кая (42 — 562 роки) — союз протодержав, що утворився з союзу дванадцяти племен Пьонхан. У 562 році була підкорена державою Сілла.

## Назва
Внаслідок різної транскрипції з корейської мови китайською назва конфедерації в різних джерелах записується окрім Кая, також Карак (가락; 駕 洛, 迦 落), Кара (가라; 加羅, 伽羅, 迦羅, 柯羅), Каря (가량, 加 良) і Куя (구야, 狗 耶). В японській літературі відома під назвою Мімана.

## Історія

### Легенда
Згідно з легендою, наведеною в збірці Самгук Юса, в 42 році з неба спустилося 6 яєць, з яких вилупилося 6 хлопчиків, які через 12 днів стали дорослими. Один з них, Суро, став засновником Кимгван Кая або Куя-кук (Південна Кая), а решта 5 заснували 5 інших держав, що утворили союз Кая: Текая (Північна Кая), Сонсан Кая, Ара Кая, Корьон Кая і Сокая.

### Формування
Конфедерація Кая утворилося в долині річки Нактонган внаслідок історичного розвитку союзу племен Пьонхан, які відповідно до археологічних знахідок та за історичними відомостями об'єдналися в 6 держав десь у III ст.
Спочатку сформувався союз на чолі із Те Кая (союз північних племен-протодержав). Столицею стала громада Міояма (сучасна провінція Північна Кьонсан). Наприкінці III ст. Кимгван Кая сформувала союз, який у дослідників отримав назву Рання Кая (Кая чонгі йонмен або Пон Кая). Остання охоплювала частину сучасної південнокорейської провінції Південна Кьонсан. Внаслідок зовнішньої загрози на початку IV ст. відбулося об'єднання цих союзів в конфедерацію Велика Кая (або Шість Кая).

### Розвиток

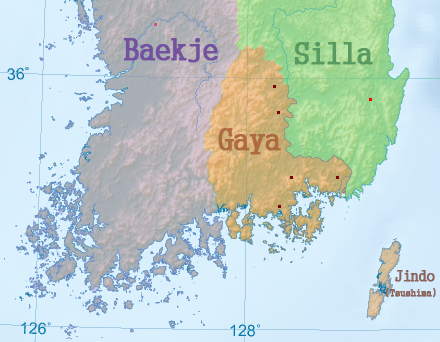
Кая, Пекче і Сілла

Про перших володарів відомі лише імена. Кожна з держав діяла самостійно, об'єднання мало більш військове значення. Втім ситуація змінилася у 313 році, коли утворилися держави Пекче і Сілла з міст-держав та племінних союзів. Разом з тим відповідно до «Самгук Юса» і «Тонгук-тхонгам» перша сутичка Кая та Сілла відбулася у 94 році, а у 212 році ван Кая відправив до Сілла заручників. Водночас в III ст. створюється мережа факторій та поселень кая на Північному Кюсю, що надалі дало змогу укладачам давньояпонських хронік стверджувати про підкорення японськими імператорами Кореї.
З 391 року конфедерація Кая стала зазнавати тиску Когурьо та його союзника Сілли. Втім перемовини з Ямато і Пекче щодо спільних дій проти Сілли нідо чого не призвели. У 410-х роках внаслідок внутрішнього протиборства частково послабилася, чим скористалися Когурьо і Сілла. В цей час північнокаяські союзи визнали зверхність Пекче, що зберігалася до 475 року. З цього часу гегемоном стає Те Кая, а конфедерація фактично розпадається на північно-центральний союз (так звана Пізня Кая) та південнокаяський союз на чолі із Кимгван Кая.
В подальшою конфедерація Кая діяла спільно з Пекче проти Сілла. Поразка союзника зрештою призвела у 562 році до поразки Кая від військ Сілла, які приєднали землі конфедерації до своєї держави.

## Державний устрій
Конфедерація складалася з 6 державних утворень, які частина дослідників розглядає як протодержави, інша — лише як племенні союзи. Згідно з «Самгук Юса» складалося з Кимгван Кая, Те Кая, Сонсан Кая, Ара Кая, Корьон Кая і Со Кая. В іншому джерелі «Корьо Саряк» вказано наступні: Кимгван Кая, Корьон Кая, Піхва Кая, Ара Кая і Сонсан Кая.
Головним містом конфедерації було місто Кімхе. Наприкінці V століття центр центром стає Те Кая.

### Вани з Кимгван Кая
- Суро
- Кодин
- Мапхум
- Коджіль
- Ісіпхум
- Чваджи
- Чхвіхий
- Чильджи
- Кйомджи
- Кухйон

## Економіка
Внаслідок географічного розташування основою економіки було рибальство, сільське господарство і виробництво заліза, руду для якого добували у великих копальнях біля гирла Нактонгану.
Також було важливим центром перетину торгівельних шляхів між державами Корейського півострова, Ямато й китайською імперією Цзінь.

## Культура
Зазнала культурного впливу Пуйо. Основу релігійних вірувань становив корейський варіант шаманізма. Втім з V ст. сюди став проникати буддизм. В свою чергу культурно вплинули на японців (кая називали їх ве)